# Mèo tam thể

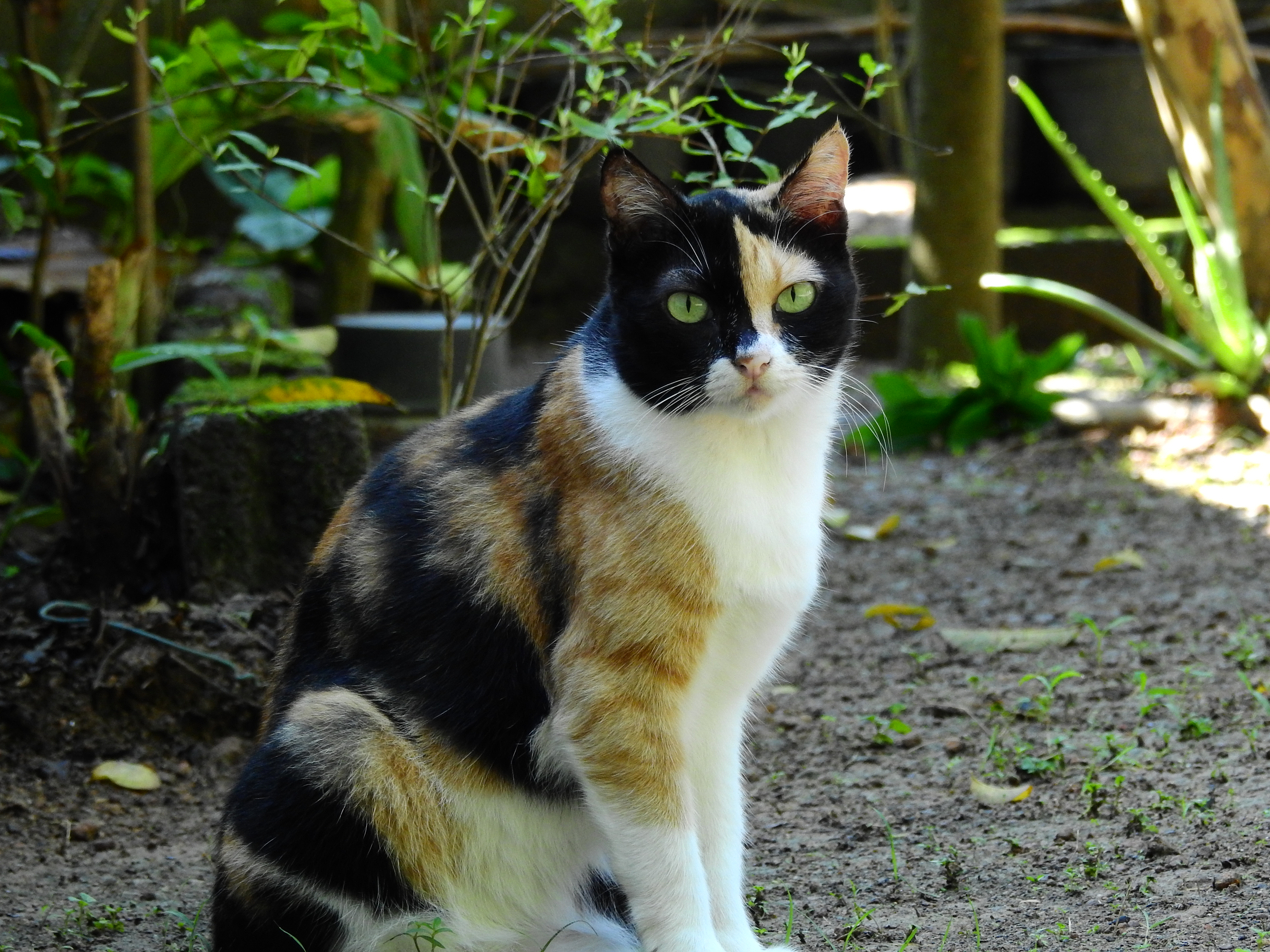
Một mèo tam thể điển hình

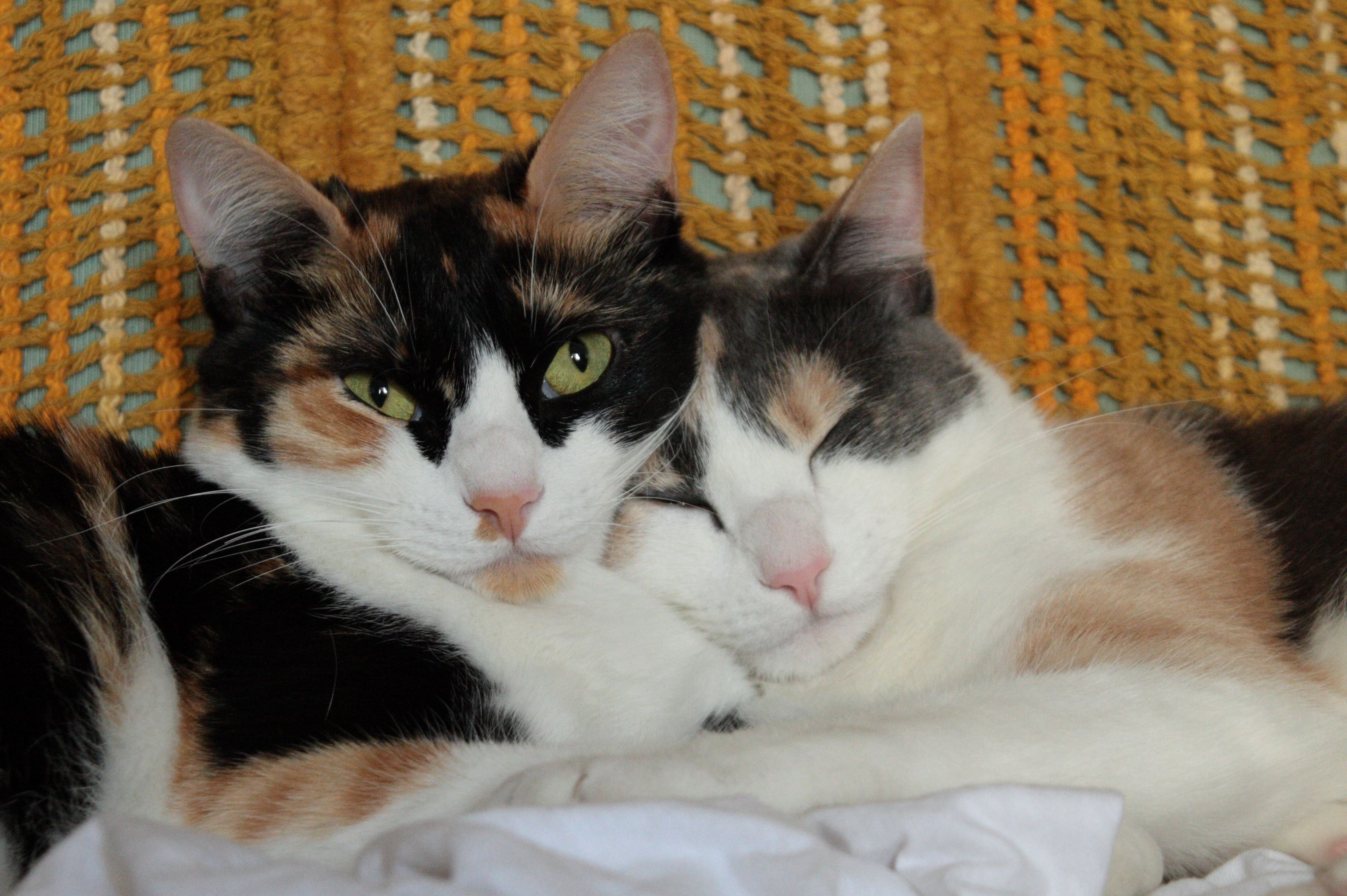
Mèo tam thể với các mảng màu đậm và rõ ràng (bên trái) và với các mảng màu nhạt hơn và ít khác biệt với nhau hơn (bên phải).

Mèo tam thể là con mèo có bộ lông cơ bản mang ba màu tại ba vùng riêng biệt, thông thường là các màu vàng/nâu vàng/đỏ, đen/nâu đen và trắng. Các cá thể mèo tam thể xuất hiện ở nhiều giống mèo khác nhau, vì vậy "mèo tam thể" chỉ là một cách phân loại mèo dựa trên màu lông chứ đó không phải là một loài thật sự.

## Đặc trưng
Mèo tam thể có bộ lông ba màu điển hình với những mảng lông màu trắng chiếm tỉ lệ đa số. Mèo tam thể là một dạng đặc biệt của mèo đồi mồi (còn gọi là mèo mai rùa, mèo con hay mèo vằn đen) và còn được gọi là mèo đồi mồi lông trắng (tortoiseshell-and-white) tại Anh hay mèo calico tại Canada và Mỹ, mi-ke tại Nhật Bản, chatte d'Espagne ("mèo cái Tây Ban Nha") tại Pháp, vì tính ba màu của nó rất rõ ràng và nhiều lông trắng hơn so với mèo đồi mồi là thường có bộ lông nâu vàng xen kẽ các đốm hay vằn đen hoặc nâu đen, các mảng lông màu trắng chỉ chiếm tỉ lệ nhỏ (hoặc thậm chí nhiều trường hợp gần như không có), nhìn giống như màu mai rùa hay đồi mồi.
Điều đáng chú ý là tuyệt đại đa số mèo tam thể đều là mèo cái. Nguyên do là, các gien quy định nhóm màu vàng/nâu vàng và nhóm đen/nâu đen đều nằm trên nhiễm sắc thể giới tính X, vì vậy chỉ có mèo cái (mang 2 nhiễm sắc thể X) mới có khả năng mang cùng một lúc 2 gien quy định 2 nhóm màu khác nhau trên. Những trường hợp mèo tam thể đực là cực hiếm, đó là những cá thể bị đột biến Klaifenter hoặc tạo thành do hiện tượng dung hợp phôi (chimera).

## Lịch sử di cư
Mèo tam thể không phải là một giống mèo (hay nòi mèo) thuần chủng, mà chỉ là một cách phân loại mèo dựa trên màu lông và các mẫu màu trên lông xảy ra một cách không thể tiên đoán trước được, cho nên không có bối cảnh lịch sử nào liên quan đến mèo tam thể. Tuy nhiên, chính đặc điểm nhận dạng màu lông ba màu đã phần nào nhất định là căn cứ cho Neil Todd trong một nghiên cứu xác định sự di cư của mèo nhà dọc theo tuyến đường thương mại ở châu Âu và Bắc Phi. Tỷ lệ của mèo có gen đột biến màu da cam trong mèo ba màu được tìm thấy từ các thành phố cảng biển dọc theo Địa Trung Hải ở Pháp và Ý và có nguồn gốc từ Ai Cập.

## Di truyền màu lông
Những nghiên cứu nghiêm túc đầu tiên về di truyền học mèo tam thể bắt đầu vào khoảng năm 1948 khi Murray Barr và học trò của ông E.G. Bertram nhận thấy những vật chất sậm màu và hình dùi trống trong nhân của tế bào thần kinh của mèo cái nhưng không có trong mèo đực. Những vật chất đó về sau được gọi là thể Barr. Năm 1959, nhà khoa học tế bào người Mỹ gốc Nhật Ōno Susumu xác định rằng thể Barr chính là nhiễm sắc thể X. Năm 1960, Mary Lyon đề xuất nguyên lý về bất hoạt nhiễm sắc thể X, cụ thể là gien trên một trong 2 nhiễm sắc thể X của động vật có vú cái sẽ bị bất hoạt. Bà đưa ra kết luật này sau khi quan sát sự di truyền trên màu lông của chuột.
Thông thường, 2999 trong 3000 số mèo tam thể là mèo cái, vì nhiễm sắc thể X của mèo mang gien quy định màu lông của chúng trong khi nhiễm sắc thể Y thì không: ở đây mèo cái có 2 nhiễm sắc thể X trong khi mèo đực chỉ có một, vì vậy ở mèo đực không thể nào xuất hiện hai nhóm màu nâu vàng/vàng và đen/nâu đen cùng một lúc. Mèo đực tam thể chỉ xảy ra khi cá thể mèo đó mắc hội chứng Klinefelter - tức nó mang nhiễm sắc thể giới tính XXY hay XXXY - vì vậy những cá thể mèo tam thể đực hầu như đều vô sinh vì sự bất thường của bộ nhiễm sắc thể giới tính. Chỉ có 1/3000 trong số các cá thể mèo đó có thể sinh con, và bị từ chối bởi các nhà tạo giống trừ khi cho các mục đích nghiên cứu. "Trong trường hợp của mèo ba màu, cá thể mèo cha mẹ truyền cho con của chúng các phiên bản khác nhau của nhiễm sắc thể X mang gien quy định màu lông của chúng."
Theo tác phẩm Shrinking the Cat: Genetic Engineering before We Knew about Genes của Sue Hubble thì:
| “             | Sự đột biến khiến mèo đực có bộ lông màu gừng (nâu vàng) và mèo cái có bộ lông màu gừng, màu đồi mồi hay tam thể và thành hình một bản đồ nhận dạng đặc biệt. Gien đột biến màu cam chỉ tìm thấy ở nhiễm sắc thể X hay nhiễm sắc thể cái. Cũng giống như người, mèo cái mang hai nhiễm sắc thể XX và mèo đực mang một X và một Y. Vì vậy mèo cái có thể mang gien đột biến màu cam trên một nhiễm sắc thể X và một gien trắng hay đen trên nhiễm sắc thể còn lại, và các gien trắng đen này có thể có ảnh hưởng nhất định đối với gien cam. Trong trường hợp như thế, những gien này sẽ tạo ra kiểu hình bộ lông lốm đốm kiểu đồi mồi hay bộ lông kiểu ba màu (tam thể). Tuy nhiên, đối với mèo đực, chỉ mang một nhiễm sắc thể X, thì chỉ có thể có một trong các gien quy định màu: nó có thể có màu không phải cam hoặc có màu cam (mặc dù một vài gien thường biến có thể thêm một tí màu trắng vào bộ lông), và trừ phi nó có bộ nhiễm sắc thể giới tính bất thường thì mèo đực không thể là tam thể. | ” |
| — Sue Hubble, | |   |

Hiện tại, không thể nhân giống các cá thể mèo tam thể bằng phương pháp nhân bản vô tính vì "một hiệu ứng gọi là bất hoạt nhiễm sắc thể X sẽ khiến một trong hai nhiễm sắc thể X của mèo cái bị bất hoạt. Vì tất cả cá thể mèo cái đều có 2 nhiễm sắc thể X, chúng ta có thể nghi ngờ rằng liệu hiệu ứng này có thể gây ra một tác động rộng khắp lên vấn đề nhân bản vô tính trong tương lai hay không."
Nghiên cứu trên mèo tam thể có thể đã cung cấp nhiều thông tin liên quan tới sự khác biệt về sinh lý giữa hai giới tính đực-cái trong động vật có vú. Sự hiểu biết này có thể sẽ mở rộng đến các lĩnh vực về tâm lý học, tâm thần học, xã hội học, sinh học và y học vì khi đó nhiều thông tin liên quan đến sự bất hoạt ngẫu nhiên của nhiễm sắc thể X trên cá thể cái của động vật có vú sẽ được khám phá ra.

## Trong văn hóa
Trong nhiều nền văn hóa dân gian, mèo tam thể được coi là con vật mang lại may mắn. Ở Hoa Kỳ, mèo tam thể được gọi là "mèo tiền". Bức tượng hình mèo Maneki Neko của người Nhật chủ yếu là mô tả mèo tam thể. Trên thực tế, những cá thể mèo tam thể của nòi mèo cộc đuôi Nhật Bản được giới chơi mèo cảnh đặc biệt ưa thích.
Trong bộ sách nổi tiếng Brehms Tierleben (Đời sống Động vật theo Brehm) của nhà sinh vật học nổi tiếng người Đức Alfred Edmund Brehm (1829–1884) có viết về niềm tin được truyền tụng trong dân gian thời đó như sau:
| “                                    | Một con mèo ba màu (mèo tam thể) bảo vệ nhà cửa chống lại hỏa hoạn hoặc các thảm họa khác, bảo vệ người khỏi bệnh sốt, và dập tắt được cả ngọn lửa khi bị ném vào và được gọi là "con mèo lửa". Bất cứ ai nhấn chìm chết một con mèo tam thể sẽ không còn may mắn nữa hoặc bị 7 năm xui xẻo, ai đánh chết chúng thì từ lúc đó sẽ không có may mắn; muốn đánh chúng phải đánh từ phía sau. | ” |
| — Brehms Tierleben, bản in năm 1893, | |   |

Tuy nhiên, trong một số khu vực, mèo tam thể và mèo đồi mồi được gán cho yếu tố tiêu cực, ví dụ một số khu vực miền Trung Việt Nam, mèo đồi mồi bị gọi là "mèo bửa", bị gán cho hình ảnh là vật nuôi của các bà góa và được cho là không may mắn.

## Hình ảnh

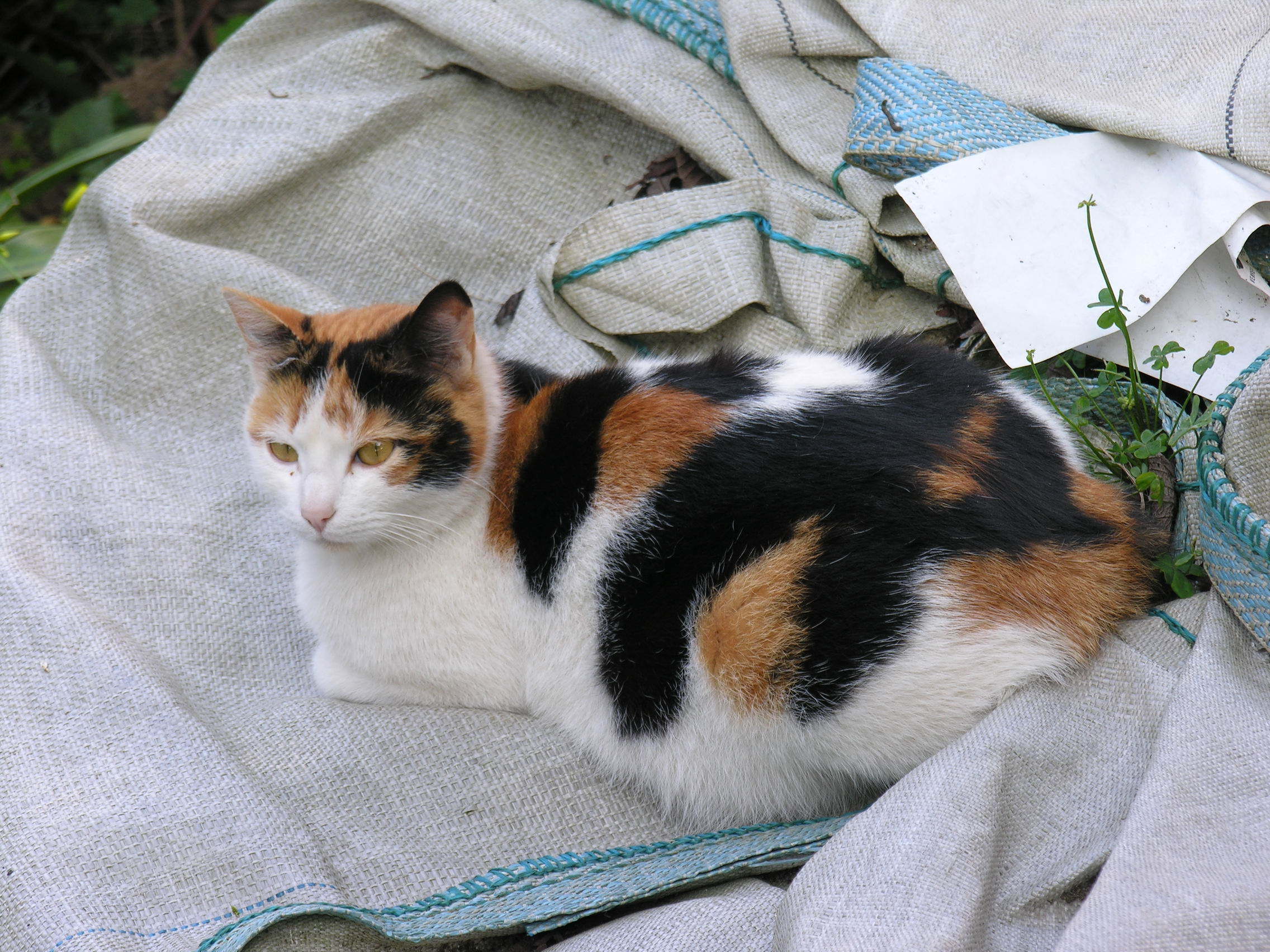
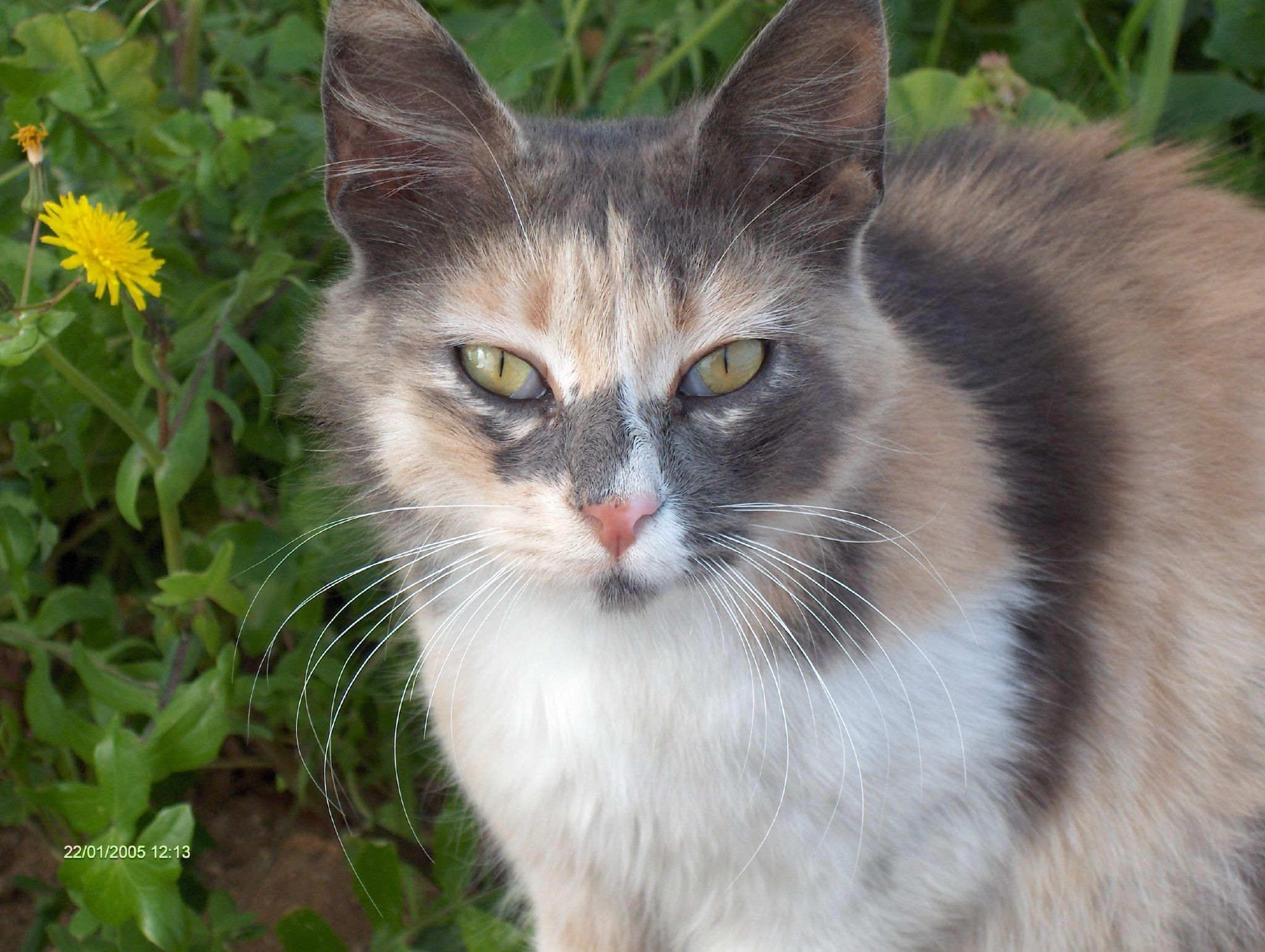
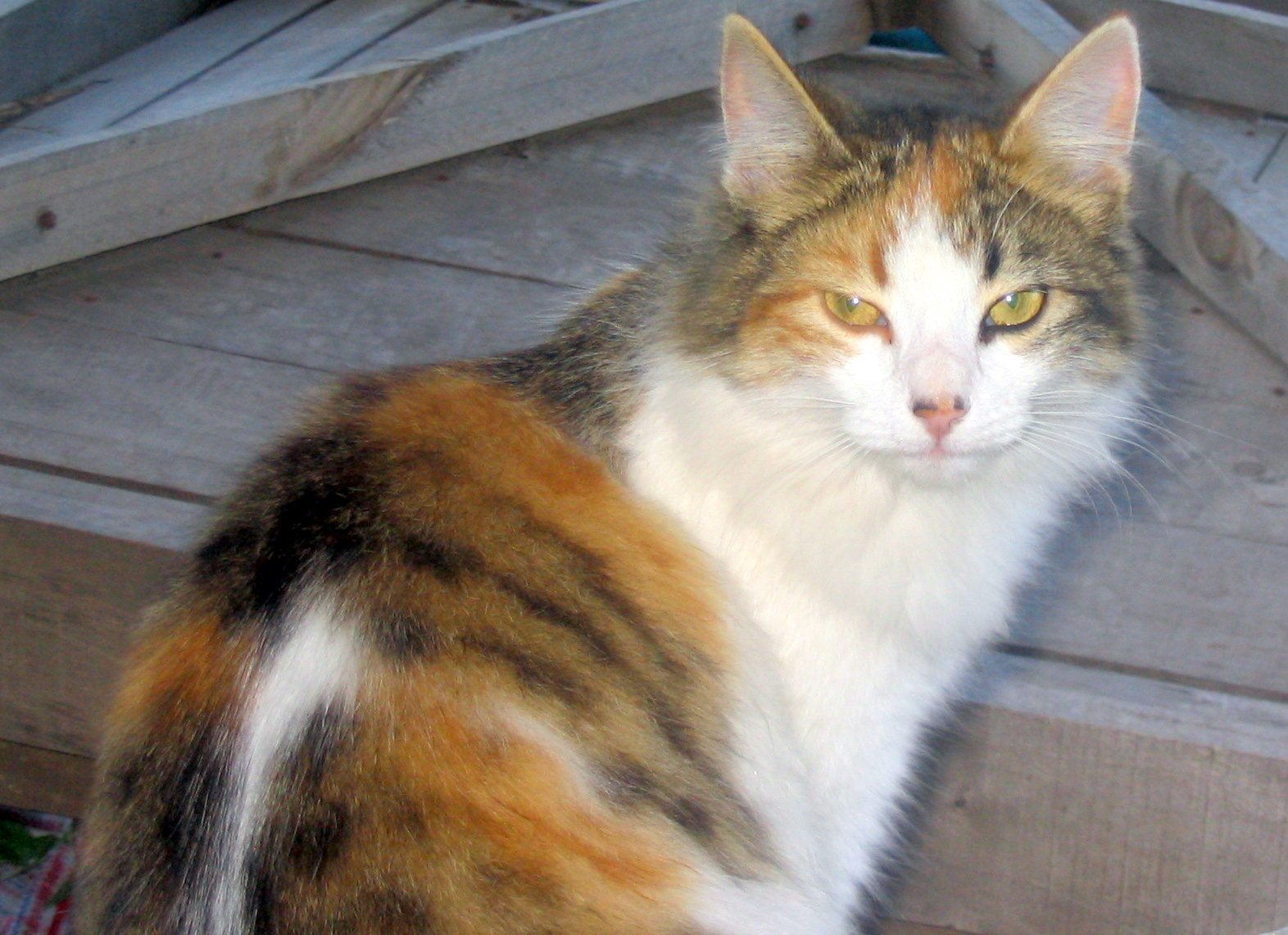
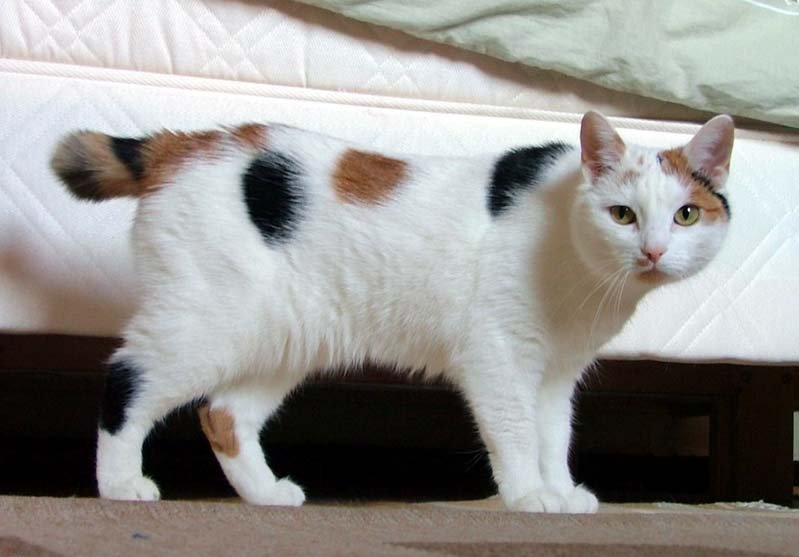
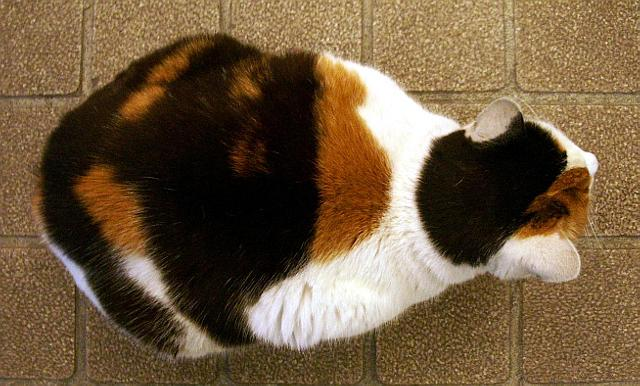
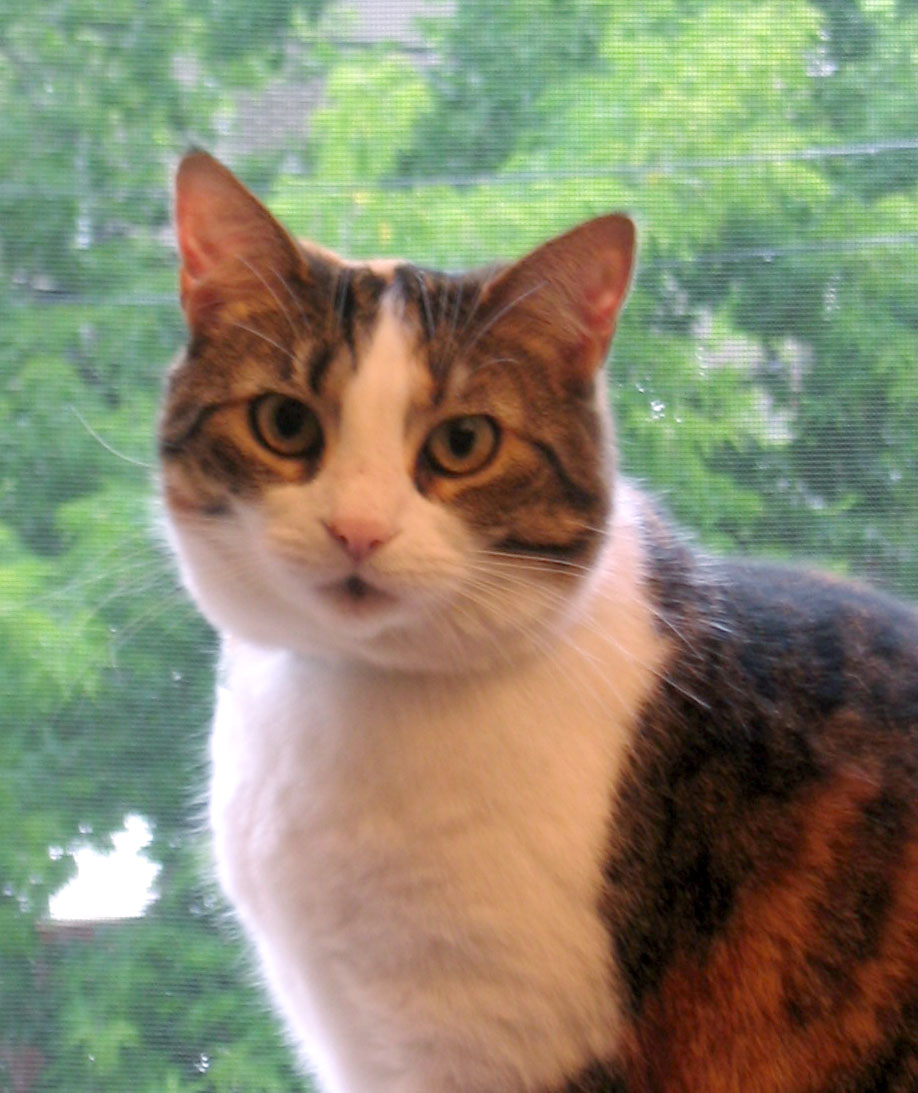
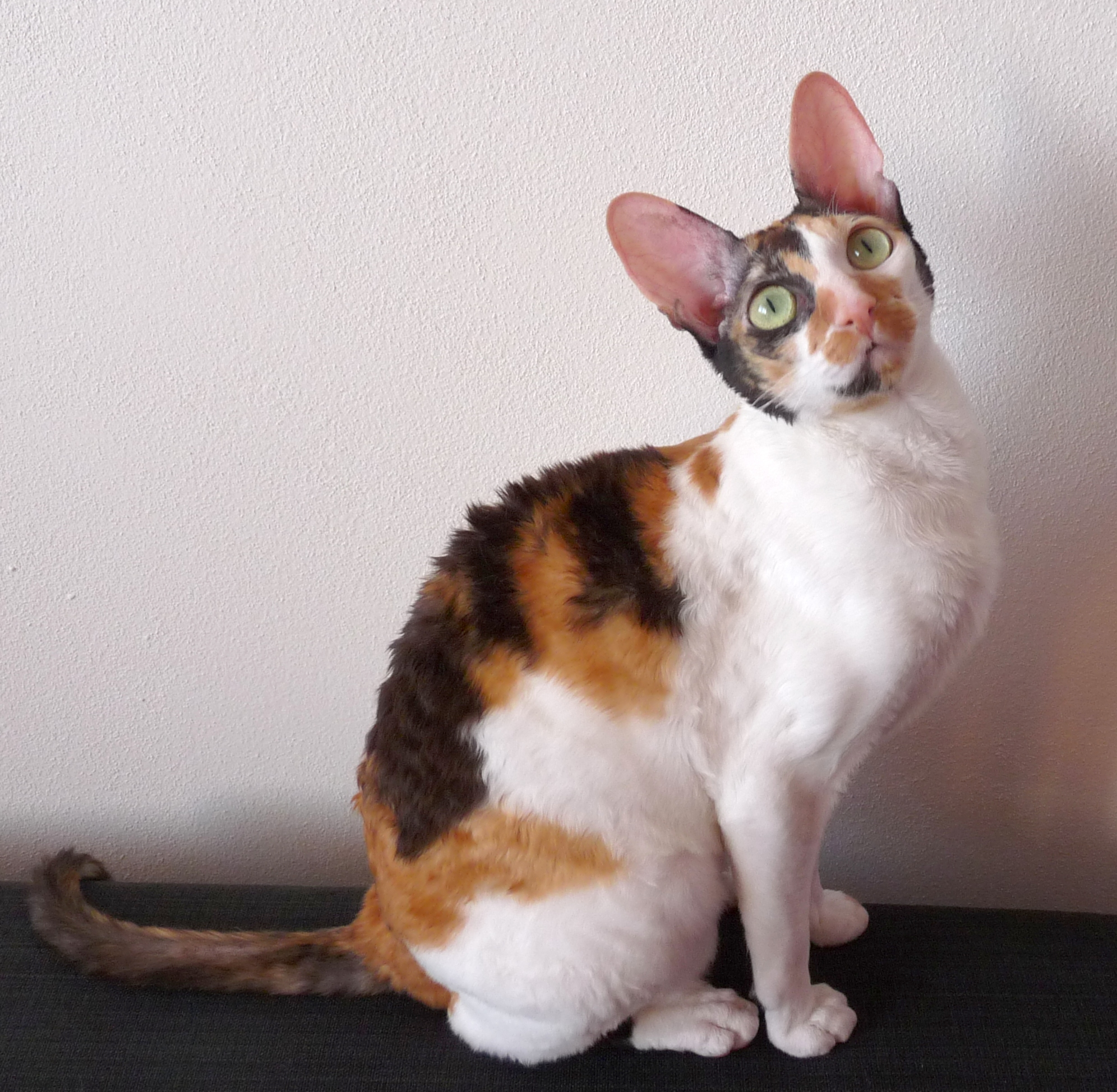
Mèo tai dài Cornish Rex
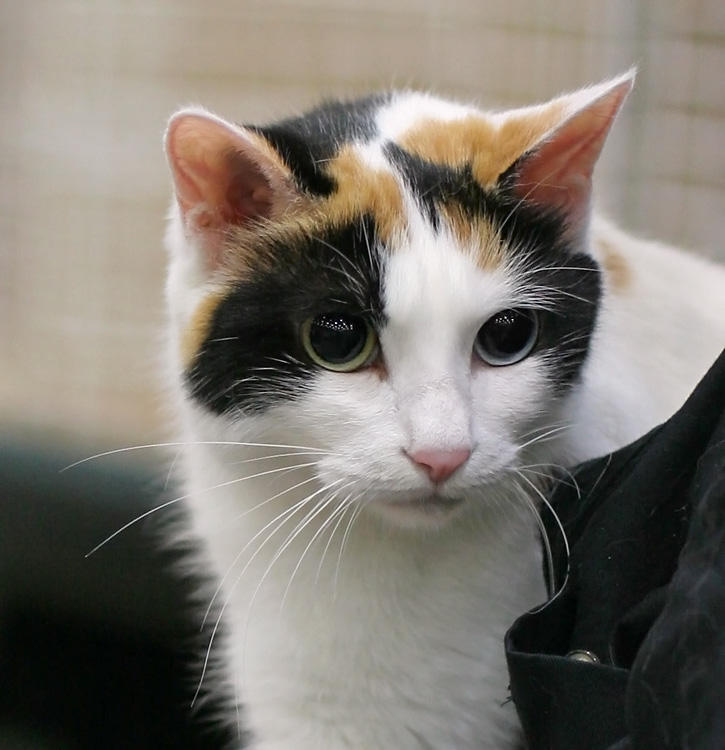
Mèo cộc đuôi Nhật
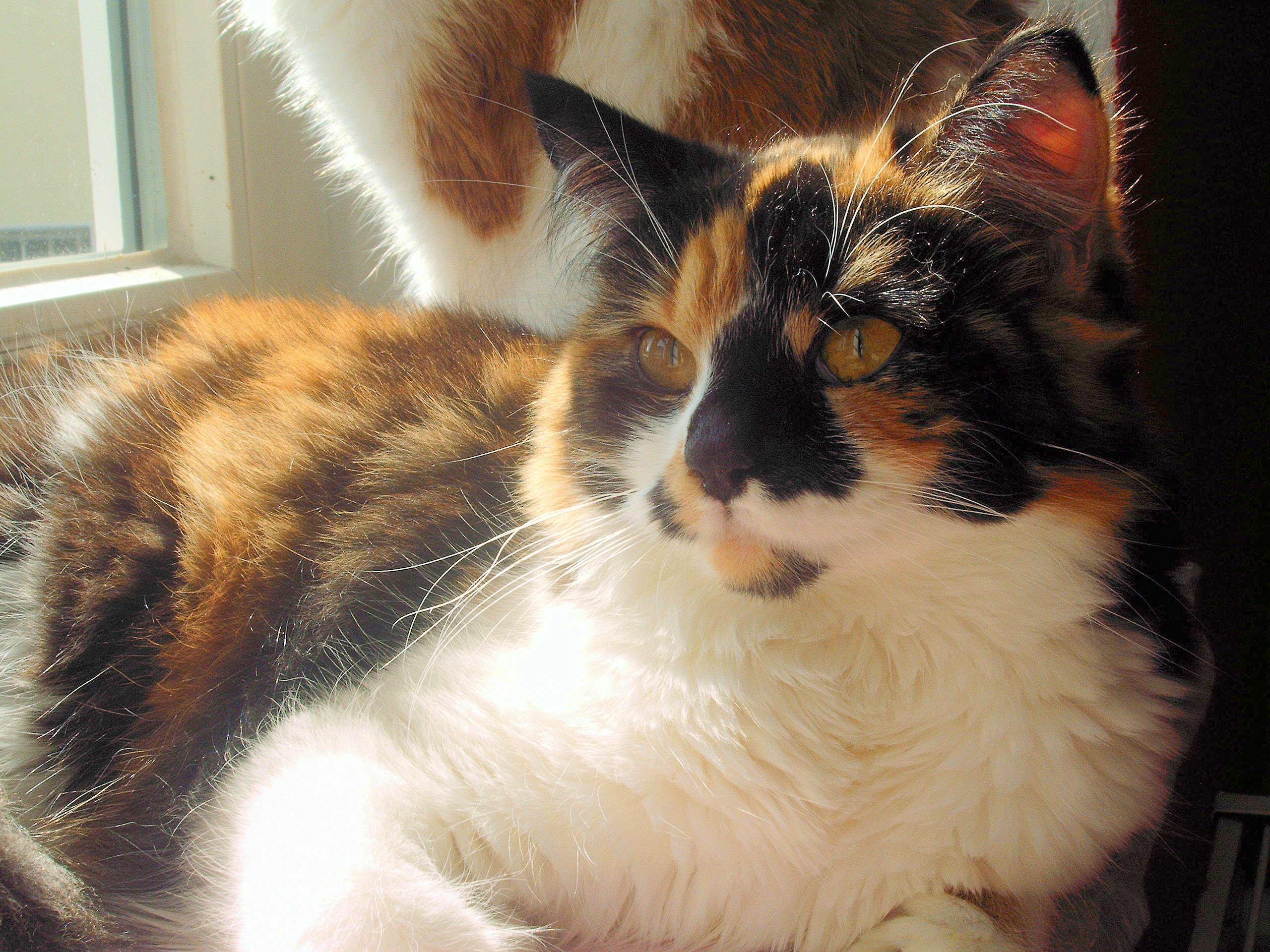
Mèo lông dài Đức
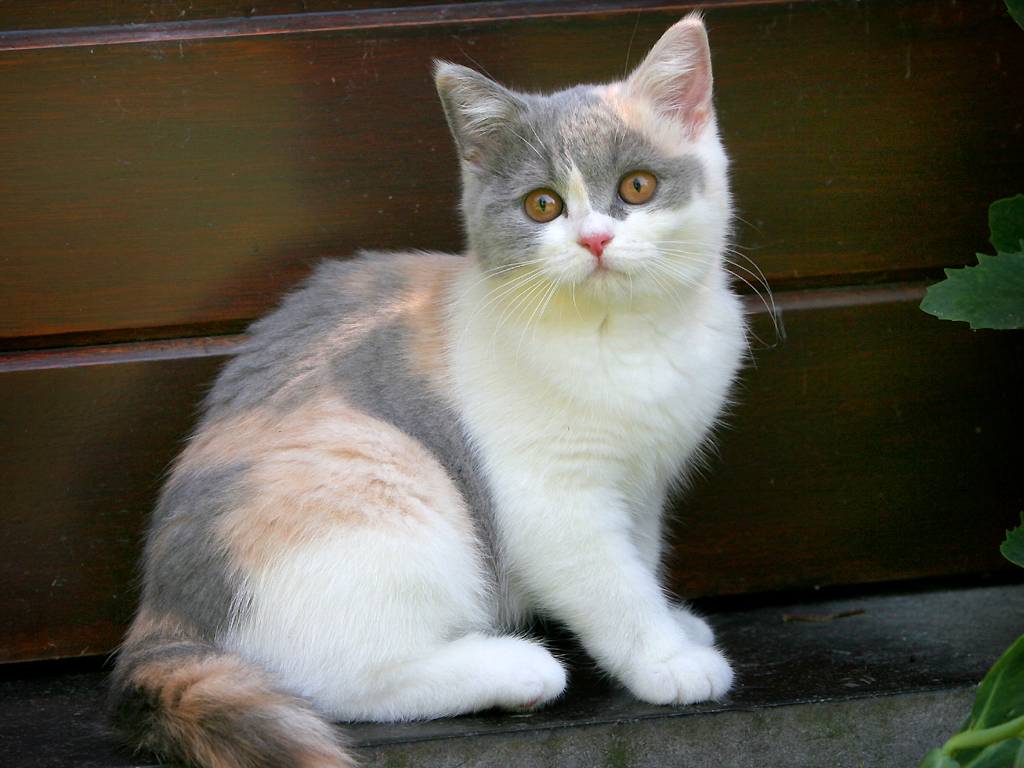
Mèo lông ngắn Anh